# Lipaugus vociferans
Lipaugus vociferans là một loài chim trong họ Cotingidae.
Loài chim này được tìm thấy trong các khu rừng ẩm ướt ở Amazon và các vùng nhiệt đới của Mata Atlântica ở Nam Mỹ. Chúng thích nghi tốt với các khu vực định cư của con người như vườn và công viên. Chúng được coi là mối quan tâm ít nhất của BirdLife International.
Cả hai giới đều có bộ lông màu xám xỉn (cánh và đuôi thường hơi nâu hơn) và giọng nói cực kỳ to, đạt tới 116 dB. Con trống thường tụ tập trong những nơi tán tỉnh con mái, nơi chúng hót để thu hút chim mái.